# Plumatella diwaniensis
Plumatella diwaniensis is een mosdiertjessoort uit de familie van de Plumatellidae. De wetenschappelijke naam van de soort is, als Hyalinella diwaniensis, voor het eerst geldig gepubliceerd in 1985 door Rao, Agrawal, Diwan en Shrivastava.